# Josiah Snelling
Josiah Snelling, född 1782 i Boston, död 1828 i Washington D.C., var en amerikansk yrkesofficer och Fort Snellings eponyme byggmästare och förste kommendant.

## Militär karriär

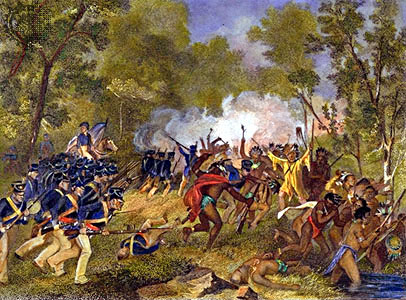
Som kapten deltog Josiah Snelling i striderna under Tecumsehs krig.

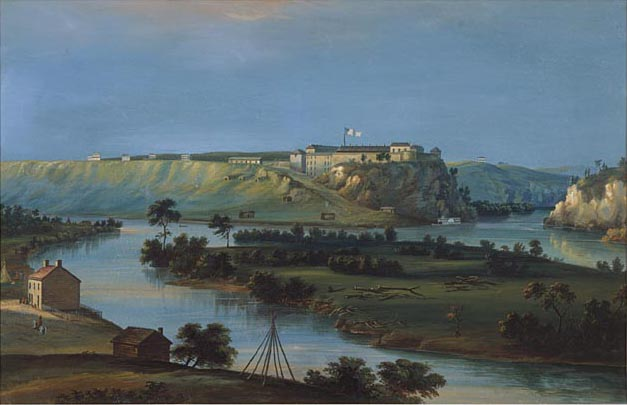
Fort Snelling.

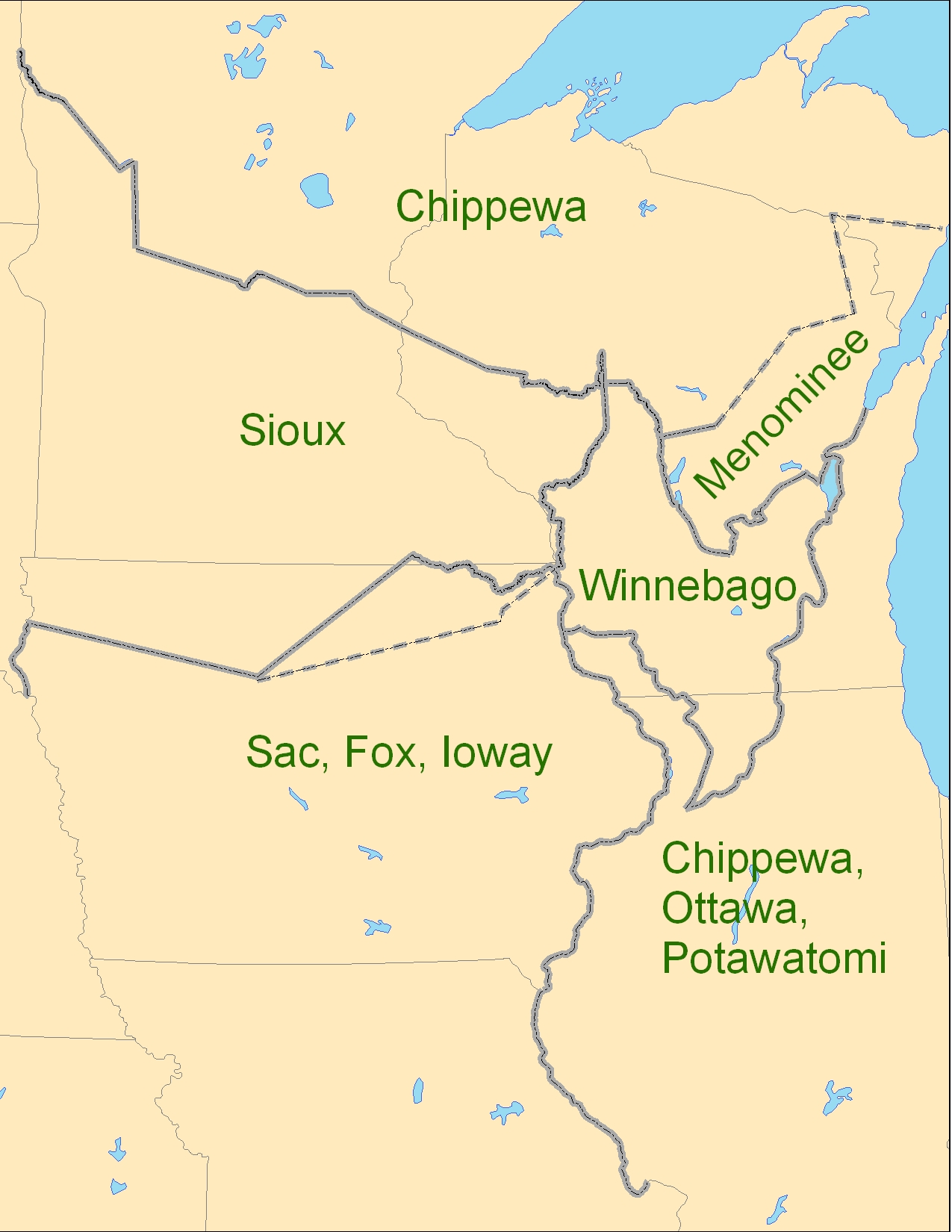
Fördraget i Prairie du Chien 1825 drog upp avgränsade nyttjandeområden med formella gränser för de olika indiannationerna i den övre Mellanvästern.

Som ung arbetade Josiah Snelling i sin fars bageri och tillhörde milisen i Massachusetts. Han blev löjtnant vid 4:e infanteriregementet 1808 och deltog i Tecumsehs krig. I början av 1812 års krig var han som kapten stationerad i Fort Detroit och hamnade i krigsfångenskap när William Hull kapitulerade inför underlägsna brittisk-indianska styrkor. Snelling hölls först i Montréal, men fick snart återvända till Boston mot hedersord på att inte strida innan han hade blivit utväхlad mot en brittisk officer av motsvarande grad. Sedan detta ordnats återgick han i tjänst och blev stationerad i Vermont och staten New York. Efter kriget återgick den amerikanska armén till sina fredsstater vilket betydde en kraftig minskning av antalet officerstjänster och motsvarande avskedanden. Snelling, som hunnit bli överstelöjtnant, tillhörde dock de som fick stanna i tjänst. År 1819 befordrades Snelling till överste och chef för 5:e infanteriregementet.

## Fort Snelling
Som regementschef fick överste Snelling överta ledningen av byggnadsarbetena, för ett nytt fort vid Minnesotaflodens sammanflöde med Mississippi, efter överstelöjtnant Henry Leavenworth. Det var först när Snelling anlände som det blev fart på byggnadsverksamheten. Han valde fortets placering så att dess kanoner skulle behärska både Mississippi och Minnesotafloden. På grund av den lokala bristen på byggnadstimmer byggdes fortet i sten.  Det tog fem år att färdigställa fortet, som på Snellings förslag fick namnet Fort St. Anthony efter de närbelägna Saint Anthonyfallen. Men sedan platsen på våren 1824 inspekterats av brigadgeneral Winfield Scott, föreslog denne att fortet skulle uppkallas efter dess byggmästare och kommendant, överste Snelling, vilket också godkändes av krigsdepartementet 1825.

## Winnebagokriget
När Fort Snelling började byggas blev platsen även säte för en indianagentur, med Lawrence Taliaferro som förste indianagent. Denne hade svårt att komma överens med överstelöjtnant Leavenworth, men när Josiah Snelling blev kommendant förbättrades relationerna mycket bättre. Taliaferro skall under 1812 års krig ha varit officerskamrat med Snelling, men en kanske viktigare anledning till det goda samarbetet var att de delade samma syn på indianerna som offer för pälshandlarnas manipulationer, framförallt genom den olagliga men ofta förekommande spritförsäljningen. De höll gemensamma konferenser med ledarna för både dakota och ojibwa där dessa gav upp sina brittiska medaljer och flaggor, som ersattes med motsvarande amerikanska. Hotet från Storbritannien var dock inte längre aktuellt; forna fiender från det Brittiska Indiandepartementet var nu i American Fur Companys och andra amerikanska handelskompaniers tjänst. De största orosmolnen kom från de urgamla motsättningarna mellan dakota och ojibwa. 
På våren 1827 inträffade en incident med allvarliga konsekvenser i Fort Snellings närhet, då dakota dödade fyra och sårade sex ojibwa. Efter våldsdådet grep armén ett stort antal dakotas och vittnen kunde bland dessa peka ut två av de skyldiga. Överste Snelling beordrade att de utpekade skulle överlämnas till ojibwa, som omedelbart avrättade dem. Inom kort fick Snelling besök av en delegation med dakotaledare vilka beklagade sina unga mäns våldsgärningar och överlämnade ytterligare två gärningsmän för att avrättas av ojibwa. Saken föreföll utagerad, men kom att bli av betydelse för utbrottet av ett indiankrig i Wisconsin, det så kallade Winnebagokriget. Misslynta dakotas spred ut, att även två winnebagos, som satt fångna på Fort Snelling anklagade för mord på en kanadensare bofast i Prairie du Chien, tillhörde dem som hade utlämnats till och avrättas av ojibwa. Detta blev en av de direkta orsakerna till Winnebagokriget, där även trupper från Fort Snelling under överste Snelling intervenerade.

## Familjeförhållanden
Överste Snelling var son till Josiah Snelling, en välbeställd bagare och patriot som deltog i Boston Teaparty, och dennes hustru Mary Whitlock Snelling. Själv var överste Snelling gift första gången 1804 med Elizabeth Bell (död 1810), med vilken han hade två barn. Efter hustruns död gifte han 1810 om sig med Abigail Hunt, dotter till Fort Detroits kommendant William Hull. Med henne hade han elva barn.  Överste Snelling köpte 1827 två slavar i St. Louis; Mary, en slavkvinna, och Louisa, hennes barn. Överste Snelling var Fort Snellings kommendant till 1827, då 5:e infanteriregementet avlöstes som garnison av 1:a infanterieregementet. Snelling dog året därpå under en resa till Washington DC.